# Hans Schwalm (Geograph)
Hans Schwalm (* 16. August 1900 in Bremen; † 11. Dezember 1992 in Tübingen) war ein deutscher Geograph und SS-Ahnenerbe-Forscher.

## Leben
In seiner Jugend war Schwalm ein Wandervogel. Er studierte an der Technischen Hochschule Berlin-Charlottenburg Schiffbau und darauf an der Humboldt-Universität zu Berlin Geographie, Geologie, Physik und Mathematik. Nun wurde er Assistent an der Universität Heidelberg. Er studierte zusätzlich Geschichte, Kunstgeschichte, Wirtschaftswissenschaft und Philosophie und wurde 1927 mit der Dissertation Klima, Besiedlung und Landwirtschaft in den peruanisch-nordbolivianischen Anden zum Dr. phil. promoviert.
1926 wurde Schwalm Wissenschaftlicher Sekretär der Stiftung für deutsche Volks- und Kulturbodenforschung in Leipzig. Im Mittelpunkt seines Interesses standen die Geopolitik und die Situation der deutschen Minderheiten in Europa. Zusammen mit den Wissenschaftlern Jan Petersen, Otto Scheel und anderen gab er Zeitungen für die Volksdeutschen in Deutschlands Nachbarländern heraus. Er war Mitherausgeber und Hauptredakteur des 1932 in Breslau erschienenen Handwörterbuchs des Grenz- und Auslanddeutschtums.
Nach Hitlers Machtergreifung trat Schwalm am 1. Mai 1933 in die NSDAP ein und wurde für die Parteiamtliche Prüfungskommission zum Schutze des NS-Schrifttums tätig. Von 1933 bis 1936 arbeitete er in der SA in Kiel und übernahm bis Führungsaufgaben in der Hitlerjugend, wo er bis zum Bannführer aufstieg (bis 1938). Von 1934 bis 1935 war er Dozent für Deutsche Volksforschung an der Universität Kiel und wechselte anschließend nach Berlin. 1938 begann er in der Forschungsgemeinschaft Deutsches Ahnenerbe der SS als engster Mitarbeiter des SS-Hauptsturmführers und Literaturwissenschaftlers Hans Ernst Schneider zu arbeiten. Im Winter 1939/1940 nach dem Hitler-Stalin-Pakt und dem Beginn des Zweiten Weltkrieges begleitete er Schneider bei Ahnenerbe-Forschungen zur Auswertung von Archiven im Baltikum.
Im Februar 1941 wurde Schwalm außerordentlicher Professor (ab 1. April 1941 Ordentlicher Professor) für Volkslehre, Grenz- und Volksdeutschtum an der Reichsuniversität Posen. Von Oktober 1941 bis Juni 1942 leitete er, inzwischen SS-Untersturmführer, die Ahnenerbe-Kommission für Kultur der Unterkrain (Kulturkommission beim deutschen Umsiedlungsbevollmächtigten für die Provinz Laibach), die die Archive und Kirchenbücher bezüglich der deutschen Minderheit in Slowenien auswerten und die Heimführung der Deutschen vorbereiten sollte. Zusätzlich bearbeitete die Kommission Südtirol.
Im Herbst 1942 wurde Schwalm als SS-Hauptsturmführer nach Oslo versetzt, um die Ahnenerbe-Unterabteilung Norwegen zu leiten. Damit war er praktisch der persönliche Vertreter Heinrich Himmlers in Norwegen.
Bei Kriegsende kam Schwalm über Lübeck und Schleswig zurück nach Niedersachsen. Er arbeitete nun in der niedersächsischen Akademie für Raumforschung in Hannover und darauf in der Bundesforschungsanstalt für Landeskunde und Raumordnung in Bonn.
Von 1959 bis 1968 war Schwalm außerordentlicher Professor für Geographie Osteuropas an der Universität Tübingen.
Er war Ehrenmitglied der Studentenverbindung AV Virtembergia Tübingen.